# Stausee Myslivny
Der Stausee Myslivny (tschechisch Vodní nádrž Myslivny) ist ein Trinkwasserreservoir in Tschechien.
Es befindet sich in 959,11 m ü. M. in der zur Stadt Boží Dar gehörigen Ansiedlung Myslivny auf dem Kamm des Erzgebirges und staut das Schwarzwasser.
Der Stausee wurde im Jahre 1950 zur Wasserversorgung der Gruben von Jáchymov südlich der Straße von Boží Dar nach Ryžovna am Abzweig nach Zlatý Kopec auf den Fluren der Ansiedlung Myslivny errichtet. 1959 ging die Anlage in Betrieb.
Der Damm hat eine Höhe von 5,57 m. Seine Dammkrone ist 130 m lang und 4,5 breit. Die Staufläche beträgt 4,06 ha, der See fasst 60.000 m³ Wasser. Im Einzugsgebiet des Stausees wurden Trinkwasserschutzzonen eingerichtet. Südlich des Sees verläuft der Plattner Kunstgraben. Nordwestlich erhebt sich der Tetřeví hora (Hahnberg, 1001 m) und im Südosten der Božídarský Špičák (Spitzberg, 1115 m). 